# マセラティ・シャマル
シャマル（Shamal ）はイタリアの自動車メーカー、マセラティが製造・販売していた高級スポーツカー。

## 概要
ビトゥルボをベースにチューニングを施したカリフにさらに手を加えスポーツカーに仕上げたもので、1989年に発表され、1990年7月に発売された。生産台数は369台。
V型8気筒DOHCツインターボ3.2Lエンジンを搭載し最高出力は326馬力。これに6速MTが組み合わせられ最高速度は260km/h以上に達した。
デザインはランボルギーニ・カウンタックを手がけたマルチェロ・ガンディーニが担当した。このデザインイメージは後のギブリ（2代目）に踏襲された。
日本での新車販売価格は1,385万円。